# Sphaerosyllis
Sphaerosyllis är ett släkte av ringmaskar som beskrevs av Jean Louis René Antoine Édouard Claparède 1863. Sphaerosyllis ingår i familjen Syllidae.

## Dottertaxa tillSphaerosyllis, i alfabetisk ordning[1][2]
- Sphaerosyllis aciculata
- Sphaerosyllis antarctica
- Sphaerosyllis arenaceus
- Sphaerosyllis asiatica
- Sphaerosyllis austriaca
- Sphaerosyllis belizensis
- Sphaerosyllis bilineata
- Sphaerosyllis bilobata
- Sphaerosyllis boeroi
- Sphaerosyllis brasiliensis
- Sphaerosyllis brevidentata
- Sphaerosyllis bulbosa
- Sphaerosyllis californiensis
- Sphaerosyllis capensis
- Sphaerosyllis centroamericana
- Sphaerosyllis chinensis
- Sphaerosyllis claparedei
- Sphaerosyllis claparedi
- Sphaerosyllis cuticulata
- Sphaerosyllis dubiosa
- Sphaerosyllis erinaceus
- Sphaerosyllis fortuita
- Sphaerosyllis giandoi
- Sphaerosyllis glandulata
- Sphaerosyllis gravinae
- Sphaerosyllis hermaphrodita
- Sphaerosyllis hirsuta
- Sphaerosyllis hystrix
- Sphaerosyllis isabellae
- Sphaerosyllis joinvillensis
- Sphaerosyllis kerguelensis
- Sphaerosyllis labyrinthophila
- Sphaerosyllis lateropapillata
- Sphaerosyllis latipalpis
- Sphaerosyllis longilamina
- Sphaerosyllis magnidentata
- Sphaerosyllis magnoculata
- Sphaerosyllis minima
- Sphaerosyllis multipapillata
- Sphaerosyllis mussismiliaicola
- Sphaerosyllis opisthoculata
- Sphaerosyllis ovigera
- Sphaerosyllis palpopapillata
- Sphaerosyllis papillifera
- Sphaerosyllis papillosissima
- Sphaerosyllis parabulbosa
- Sphaerosyllis parapionosylliformis
- Sphaerosyllis parvoculata
- Sphaerosyllis perkinsi
- Sphaerosyllis perspicax
- Sphaerosyllis pirifera
- Sphaerosyllis piriferopsis
- Sphaerosyllis pumila
- Sphaerosyllis pygopapillata
- Sphaerosyllis ranunculus
- Sphaerosyllis renaudae
- Sphaerosyllis ridgensis
- Sphaerosyllis riseri
- Sphaerosyllis rotundipapillata
- Sphaerosyllis sanmartini
- Sphaerosyllis semiverrucosa
- Sphaerosyllis sexpapillata
- Sphaerosyllis sublaevis
- Sphaerosyllis subterranea
- Sphaerosyllis taylori
- Sphaerosyllis tetralix
- Sphaerosyllis thomasi